# Charleston (Arkansas)
Charleston es una ciudad en el Condado de Franklin, Arkansas, Estados Unidos. Para el censo de 2000 la población era de 2.965 habitantes. Es parte del área metropolitana de Fort Smith. La ciudad es una de las dos sedes del condado de Franklin.

## Geografía
Charleston se localiza a 35°17′55″N 94°2′27″O / 35.29861, -94.04083. Según la Oficina del Censo de los Estados Unidos, la ciudad tiene un área de 11,1 km², de los cuales 10,9 km² corresponde a tierra y 0,2 km² a agua (1,87%).

## Demografía
Para el censo de 2000, había 2.965 personas, 1.201 hogares y 815 familias en la ciudad. La densidad de población era 267,1 hab/km². Había 1.315 viviendas para una densidad promedio de 120,9 por kilómetro cuadrado. De la población 95,58% eran blancos, 0,07% afroamericanos, 0,64% amerindios, 0,34% asiáticos, 1,48% de otras razas y 1,89% de dos o más razas. 2,06% de la población eran hispanos o latinos de cualquier raza.
Se contaron 1.201 hogares, de los cuales 31,7% tenían niños menores de 18 años, 52,3% eran parejas casadas viviendo juntos, 11,9% tenían una mujer como cabeza del hogar sin marido presente y 32,1% eran hogares no familiares. 29,2% de los hogares eran un solo miembro y 14,7% tenían alguien mayor de 65 años viviendo solo. La cantidad de miembros promedio por hogar era de 2,40 y el tamaño promedio de familia era de 2,96.
En la ciudad la población está distribuida en 25,7% menores de 18 años, 7,9% entre 18 y 24, 26,7% entre 25 y 44, 20,4% entre 45 y 64 y 19,3% tenían 65 o más años. La edad media fue 38 años. Por cada 100 mujeres había 92,3 varones. Por cada 100 mujeres mayores de 18 años había 89,7 varones.
El ingreso medio para un hogar en la ciudad fue de $30.824 y el ingreso medio para una familia $39.598. Los hombres tuvieron un ingreso promedio de $27.917 contra $18.512 de las mujeres. El ingreso per cápita de la ciudad fue de $14.912. Cerca de 8,6% de las familias y 14,4% de la población estaban por debajo de la línea de pobreza, 17,1% de los cuales eran menores de 18 años y 16,6% mayores de 65.

## Residentes y nativos notables
- Dale Bumpers, exgobernador de Arkansas